# باشگاه والیبال ملادوست زاگرب
باشگاه والیبال خائوک ملادوست زاگرب (به انگلیسی: HAOK Mladost Zagreb) یک باشگاه حرفه‌ای والیبال مستقر در زاگرب، کرواسی است که در لیگ والیبال کرواسی حضور دارد. ملادوست موفق‌ترین باشگاه تاریخ یوگسلاوی و کرواسی است و از باشگاه‌های ریشه دار اروپا محسوب می‌شود.

## دست آوردها
تیم مردان ملادوست ۱۷ بار قهرمان لیگ یوگسلاوی و ۱۶ بار قهرمان لیگ کرواسی و ۱۷ بار قهرمان سوپر جام کرواسی شده‌است. ملادوست در سال‌های ۱۹۶۴، ۱۹۸۴ و ۱۹۸۵ در فینال لیگ قهرمانان اروپا حضور داشت و در این سه سال به نایب قهرمانی رسید و در سال ۲۰۱۰ نیز به مقام نایب قهرمانی چلنج کاپ اروپا دست یافت.
تیم زنان ملادوست ۵ بار قهرمان لیگ یوگسلاوی و ۱۱ بار قهرمان لیگ کرواسی شده‌است و در سال ۱۹۹۱ به قهرمانی لیگ قهرمانان اروپا دست یافت.